# Daphnia retrocurva
Daphnia retrocurva is een watervlooiensoort uit de familie van de Daphniidae. De wetenschappelijke naam van de soort is voor het eerst geldig gepubliceerd in 1882 door Forbes.